# 히지카타 가쓰타카 (1642년)
히지카타 가쓰타카(일본어: 土方雄隆, 1642년 ~ 1691년 7월 7일)는 일본 에도 시대의 다이묘로, 구보타 번의 3대(마지막) 번주이다. 이름을 雄高)로 표기하기도 하며, 관위는 종5위하이다.
선대 번주 히지카타 가쓰쓰구의 둘째 아들로 태어났다. 1659년에 쇼군 도쿠가와 이에쓰나를 알현하였고, 1679년, 아버지가 은거함에 따라 그 뒤를 이어 번주가 되었다. 형 가쓰노부가 있었으나 병약한 탓에 폐적되었다. 이때 동생인 가쓰요시에게 영지 2천 석을 분여해주어 번 영지는 1만 8천 석이 되었다. 종5위하, 야마시로노카미에 서임되었다가, 1681년, 이가노카미가 되었다.
1683년, 에도에서 영지로 돌아온 가쓰타카는 병을 이유로 은거하려 하면서, 자식이 없는 관계로 막내 동생인 사다타쓰를 양자로 삼아 후계자로 세우려 하였다. 그러나 가신들 중 일부가 본래 적자였던 가쓰노부의 아들 다쿠미를 후계자로 내세웠다. 1684년, 가쓰타카는 이를 받아들이고 후계자 승계를 막부에 요청하기 위해 다쿠미를 에도로 데려갔다. 하지만 가신단은 둘로 나뉘어 여전히 다투었고, 사다타쓰도 이 분쟁에 적극 개입하였다. 결국 이 와중에 가쓰타카의 측실이 살해당하는 사건이 일어나면서, 일련의 상황을 알게 된 막부는 번 정치가 제대로 이루어지지 않는다 하여 그해 음력 7월 22일, 구보타 번을 폐지하고 영지를 몰수하였다. 가쓰타카는 무라카미번의 사카키바라 마사쿠니에게, 사다타쓰는 히사이 번의 도도 다카미치에게 보내졌으며, 다쿠미는 하치조섬으로 유배되었다. 가신들 대부분, 그리고 중재를 맡았음에도 이를 방치한 마쓰자키 번주 아리마 도요스케도 연좌 처벌을 받았다. 1691년, 가쓰타카는 50세의 나이로 유배지에서 사망하였다.
| 전임 히지카타 가쓰쓰구 | 제3대 구보타 번 번주 (히지카타가) 1679년 ~ 1684년 | 후임 개역 |